# Алпско скијање на Зимским олимпијским играма 2006 — велеслалом за мушкарце
Велеслалом за мушкарце на Олимпијским играма 2006. је одржан у понедељак, 20. фебруара на стази „Sises“ у Сестријереу.
Олимпијски победник из Солт Лејк Ситија 2002., Штефан Еберхартер из Аустрије, није бранио титулу јер је завршио каријеру 2005. године.. Светски првак из Бормија 2005. Херман Мајер је учествовао у трци. Фаворит је био Бенјамин Рајх, који је водио у и у велеслалому текуће сезоне Светског купа 2005/06., који је и постао олимпијски победник. 
Учествовала су 82 скијаша из 46 земаља учесница. Максимални број од 4 учесника имало је 8 земаља: Аустрија, Италија, Швајцарска, Норвешка, Русија, Канада, Чешка Република и САД. Стартовала су 82 скијаша, од којих само 41 завршио трку.

## Земље учеснице
| - Албанија (1) - Аргентина (2) - Аустралија (1) - Аустрија (4) - Босна и Херцеговина (1) - Бразил (1) - Канада (4) - Чиле (1) - Кина (1) - Хрватска (2) - Кипар (1) - Чешка (4) - Естонија (1) - Финска (2) - Француска (4) - Република Македонија (1) | - Грузија (1) - Немачка (1) - Грчка (1) - Мађарска (1) - Исланд (2) - Индија (1) - Иран (1) - Ирска (1) - Израел (1) - Италија (4) - Јапан (2) - Казахстан (1) - Јужна Кореја (3) - Киргистан (1) - Лихтенштајн (2) | - Литванија (1) - Мадагаскар (1) - Монако (1) - Норвешка (4) - Русија (3) - Сан Марино (1) - Сенегал (1) - Словенија (3) - Јужноафричка Република (1) - Шведска (1) - Швајцарска (4) - Таџикистан (1) - Турска (1) - Украјина (1) - Сједињене Америчке Државе (4) |

## Карактеристике стазе
Датум : 20. фебруар 2006.
Локално време 1. вожња 10,30 , 2. вожња 13,45
Стаза: „Sises“
Старт: 2.480 м, Циљ: 2.030 м
Висинска разлика: 450 м
Дужина стазе: м
Стаза за 1 вожњу:Душан Грасић, Канада, 52 капија
Стаза за 2 вожњу:Мајкл Морин, САД, 53 капије
Температура 1. вожња  : старт-7,7°С циљ -3,0°С
Температура 2. вожња  : старт-6,0°С циљ -0,1°С

## Победници
| Злато:                 | Сребро:              | Бронза:               |
| Бенјамин Рајх Аустрија | Жоел Шенал Француска | Херман Мајер Аустрија |

|  |  |  |

## Резултати
| Плас. | Скијашица                        | Земља                     | 1. трка      | 2. трка        | Укупно         | Заостатак      |
| ----- | -------------------------------- | ------------------------- | ------------ | -------------- | -------------- | -------------- |
|       | Бенјамин Рајх                    | Аустрија                  | 1:16,95      | 1:18,05        | 2:35,00        |                |
|       | Жоел Шенал                       | Француска                 | 1:16,80      | 1:18,27        | 2:35,07        | +0,07          |
|       | Херман Мајер                     | Аустрија                  | 1:16,83      | 1:18,33        | 2:35,16        | +0,16          |
| 4     | Франсоа Бурк                     | Канада                    | 1:16,61      | 1:19,31        | 2:35,92        | +0,92          |
| 5     | Фредерик Ниберг                  | Шведска                   | 1:16,83      | 1:19,22        | 2:36,05        | +1,05          |
| 6     | Аксел Лунд Свиндал               | Норвешка                  | 1:17,10      | 1:18,96        | 2:36,06        | +1,06          |
| 7     | Боди Милер                       | Сједињене Америчке Државе | 1:17,58      | 1:18,48        | 2:36,06        | +1,06          |
| 8     | Рајнер Шенфелдер                 | Аустрија                  | 1:17,49      | 1:19,15        | 2:36,64        | +1,64          |
| 9     | Кале Паландер                    | Финска                    | 1:18,22      | 1:18,60        | 2:36,82        | +1,82          |
| 10    | Томас Гранди                     | Канада                    | 1:17,23      | 1:19,65        | 2:36,88        | +1,88          |
| 11    | Масимилијано Блардоне            | Италија                   | 1:17,21      | 1:19,74        | 2:36,95        | +1,95          |
| 12    | Митја Валенчић                   | Словенија                 | 1:18,10      | 1:19,29        | 2:37,39        | +2,39          |
| 13    | Ерик Шлопи                       | Сједињене Америчке Државе | 1:18.34      | 1:19.22        | 2:37.56        | +2.56          |
| 14    | Дидије Дефаго                    | Швајцарска                | 1:18,03      | 1:19,57        | 2:37,60        | +2,60          |
| 15    | Алберто Скјепати                 | Италија                   | 1:18,21      | 1:19,62        | 2:37,83        | +2,83          |
| 16    | Ондреј Банк                      | Чешка                     | 1:18,45      | 1:19,40        | 2:37,85        | +2,85          |
| 17    | Марк Бертолд                     | Швајцарска                | 1:19,05      | 1:19,20        | 2:38,25        | +3,25          |
| 18    | Ласе Ћус                         | Норвешка                  | 1:18,73      | 1:20,58        | 2:39,31        | +4,31          |
| 19    | Дидије Киш                       | Швајцарска                | 1:19,08      | 1:20,25        | 2:39,33        | +4,33          |
| 20    | Бјарне Солбакен                  | Норвешка                  | 1:19,15      | 1:20,46        | 2:39,61        | +4,61          |
| 21    | Рафаел Биртен                    | Француска                 | 1:20,70      | 1:20,29        | 2:40,99        | +5,99          |
| 22    | Јука Рајала                      | Финска                    | 1:20,17      | 1:21,23        | 2:41,40        | +6,40          |
| 23    | Кристијан Хавијер Симари Биркнер | Аргентина                 | 1:22,37      | 1:20,19        | 2:42,56        | +7,56          |
| 24    | Даисуке Јошиока                  | Јапан                     | 1:23,78      | 1:21,25        | 2:45,03        | +10,03         |
| 25    | Натко Зрнчић-Дим                 | Хрватска                  | 1:22,57      | 1:23,02        | 2:45,59        | +10,59         |
| 26    | Николај Скријабин                | Украјина                  | 1:25,81      | 1:25,04        | 2:50,85        | +15,85         |
| 27    | Alexander Heath                  | Јужноафричка Република    | 1:25.61      | 1:25.81        | 2:51.42        | +16.42         |
| 28    | Hyung Chul Kim                   | Јужна Кореја              | 1:26.09      | 1:26.37        | 2:52.46        | +17.46         |
| 29    | Јасон Абрамашвили                | Грузија                   | 1:27,59      | 1:27,27        | 2:54,86        | +19,86         |
| 30    | Nikolai Hentsch                  | Бразил                    | 1:27.78      | 1:27.78        | 2:55.56        | +20.56         |
| 31    | Thomas Foley                     | Ирска                     | 1:28.28      | 1:29.14        | 2:57.42        | +22.42         |
| 32    | Михајло Ренжин                   | Израел                    | 1:28,97      | 1:31,44        | 3:00,41        | +25,41         |
| 33    | Виктор Рјабченко                 | Казахстан                 | 1:29,52      | 1:31,14        | 3:00,66        | +25,66         |
| 34    | Теодорос Христодулу              | Кипар                     | 1:30,47      | 1:31,56        | 3:02,03        | +27,03         |
| 35    | Ерион Тоља                       | Албанија                  | 1:30,87      | 1:32,02        | 3:02,89        | +27,89         |
| 36    | Хосеин Савех-Шемшаки             | Иран                      | 1:32,27      | 1:31,61        | 3:03,88        | +28,88         |
| 37    | Марко Шаферер                    | Босна и Херцеговина       | 1:39.28      | 1:25.18        | 3:04.46        | +29.46         |
| 38    | Атила Мароши                     | Мађарска                  | 1:32,30      | 1:32,82        | 3:05,12        | +30,12         |
| 39    | Mathieu Razanakolona             | Мадагаскар                | 1:39,10      | 1:27,33        | 3:06,43        | +31.43         |
| 40    | Guangxu Li                       | Кина                      | 1:32,63      | 1:35,44        | 3:08,07        | +33,07         |
| 41    | Иван Борисов                     | Киргистан                 | 1:59,49      | 1:37,61        | 3:37,10        | +1:02,10       |
|       | Ћетил Јансруд                    | Норвешка                  | 1:19,32      | Није стартовао | Није стартовао | Није стартовао |
|       | Hamit Şare                       | Турска                    | 1:52,13      | Није завршио   | Није завршио   | Није завршио   |
|       | Штефан Гергл                     | Аустрија                  | 1:17,15      | Није завршио   | Није завршио   | Није завршио   |
|       | Jean-Philippe Roy                | Канада                    | 1:17,36      | Није завршио   | Није завршио   | Није завршио   |
|       | Мартин Враблик                   | Чешка                     | 1:20,41      | Није завршио   | Није завршио   | Није завршио   |
|       | Дејвид Опрја                     | Естонија                  | 1:40,49      | Није завршио   | Није завршио   | Није завршио   |
|       | Дарон Ралвес                     | Сједињене Америчке Државе | Није завршио | Није завршио   | Није завршио   | Није завршио   |
|       | Давиде Симончели                 | Италија                   | Није завршио | Није завршио   | Није завршио   | Није завршио   |
|       | Марко Бихел                      | Лихтенштајн               | Није завршио | Није завршио   | Није завршио   | Није завршио   |
|       | Тед Лигети                       | Сједињене Америчке Државе | Није завршио | Није завршио   | Није завршио   | Није завршио   |
|       | Манфред Мелг                     | Италија                   | Није завршио | Није завршио   | Није завршио   | Није завршио   |
|       | Томас Фанара                     | Француска                 | Није завршио | Није завршио   | Није завршио   | Није завршио   |
|       | Алеш Грза                        | Словенија                 | Није завршио | Није завршио   | Није завршио   | Није завршио   |
|       | Данијел Албрехт                  | Швајцарска                | Није завршио | Није завршио   | Није завршио   | Није завршио   |
|       | Готје де Тесјер                  | Француска                 | Није завршио | Није завршио   | Није завршио   | Није завршио   |
|       | Ryan Semple                      | Канада                    | Није завршио | Није завршио   | Није завршио   | Није завршио   |
|       | Феликс Нојројтер                 | Немачка                   | Није завршио | Није завршио   | Није завршио   | Није завршио   |
|       | Бернард Вајдић                   | Словенија                 | Није завршио | Није завршио   | Није завршио   | Није завршио   |
|       | Бредли Вол                       | Аустралија                | Није завршио | Није завршио   | Није завршио   | Није завршио   |
|       | Петр Захробски                   | Чешка                     | Није завршио | Није завршио   | Није завршио   | Није завршио   |
|       | Бјергвин Бјергвинсон             | Исланд                    | Није завршио | Није завршио   | Није завршио   | Није завршио   |
|       | Клаудио Шпрехер                  | Лихтенштајн               | Није завршио | Није завршио   | Није завршио   | Није завршио   |
|       | Дмитриј Уљанов                   | Русија                    | Није завршио | Није завршио   | Није завршио   | Није завршио   |
|       | Павел Честаков                   | Русија                    | Није завршио | Није завршио   | Није завршио   | Није завршио   |
|       | Konstantin Sats                  | Русија                    | Није завршио | Није завршио   | Није завршио   | Није завршио   |
|       | Криштоф Кризл                    | Чешка                     | Није завршио | Није завршио   | Није завршио   | Није завршио   |
|       | Min Heuk Kang                    | Јужна Кореја              | Није завршио | Није завршио   | Није завршио   | Није завршио   |
|       | Акира Сасаки                     | Јапан                     | Није завршио | Није завршио   | Није завршио   | Није завршио   |
|       | Facundo Aguirre                  | Аргентина                 | Није завршио | Није завршио   | Није завршио   | Није завршио   |
|       | Duncan Grob                      | Чиле                      | Није завршио | Није завршио   | Није завршио   | Није завршио   |
|       | Ким Ву-Сунг                      | Јужна Кореја              | Није завршио | Није завршио   | Није завршио   | Није завршио   |
|       | Василис Димитријадис             | Грчка                     | Није завршио | Није завршио   | Није завршио   | Није завршио   |
|       | Иван Раткић                      | Хрватска                  | Није завршио | Није завршио   | Није завршио   | Није завршио   |
|       | Kristján Uni Óskarsson           | Исланд                    | Није завршио | Није завршио   | Није завршио   | Није завршио   |
|       | Оливје Жено                      | Монако                    | Није завршио | Није завршио   | Није завршио   | Није завршио   |
|       | Ђорђи Марковски                  | Република Македонија      | Није завршио | Није завршио   | Није завршио   | Није завршио   |
|       | Андреј Дригин                    | Таџикистан                | Није завршио | Није завршио   | Није завршио   | Није завршио   |
|       | Лејти Сек                        | Сенегал                   | Није завршио | Није завршио   | Није завршио   | Није завршио   |
|       | Hira Lal                         | Индија                    | Није завршио | Није завршио   | Није завршио   | Није завршио   |
|       | Марино Кардели                   | Сан Марино                | Није завршио | Није завршио   | Није завршио   | Није завршио   |
|       | Виталиј Румијанцев               | Литванија                 | Није завршио | Није завршио   | Није завршио   | Није завршио   |